# ازدروبال فونتس بایاردو
اَزدروبال استِبان فونتْس بایاردو (اسپانیایی: Asdrúbal Esteban Fontes Bayardo‎؛ زادهٔ ۲۶ دسامبر ۱۹۲۲ در پان د آزوکار، درگذشتهٔ ۹ ژوئیهٔ ۲۰۰۶ در مونته‌ویدئو) رانندهٔ مسابقات اتومبیل‌رانی فرمول یک اهل اروگوئه بود که در فصل ۱۹۵۹ در مجموع در یک گراند پری شرکت کرد، اما موفق به کسب هیچ امتیازی نشد.
بایاردو در ۹ ژوئیهٔ ۲۰۰۶ در مونته‌ویدئو درگذشت.

## زندگی نامه
در اواسط تا اواخر دهه 1950، فونتس بایاردو در سری رقابتی شدید آرژانتینی فرمول لیبره شرکت کرد که به تدریج در حال تکامل بود تا تحت قوانین فرمول یک اجرا شود. او در اولین مسابقه ای که در پیست ال پینار مونته ویدئو در اکتبر 1956 برگزار شد، با مازراتی 4CLT خود با موتور V8 شورلت برنده شد و همچنین در نوامبر 1957 در اینترلاگوس با همان ماشین پیروز شد.
او در سال 1959 برای شرکت در گرندپری فرانسه در سال 1959 با مازراتی 250F سالخورده به اروپا سفر کرد ، اما نتوانست زمان خود را ثبت کند و موفق به کسب امتیاز نشد. او به آمریکای جنوبی بازگشت و در فرمول آزاد ادامه داد و همچنین در مسابقات استقامت شرکت کرد.
در دهه 1960 او صاحب امتیاز برای جنرال موتورز در پان دو آزوکار، سن کارلوس و مالدونادو بود و یکی از مدیران هیئت مدیره یک شرکت تولید کننده وانت بارهای مبتنی بر اوپل در پان دو آزوکار به نام "مارینا" بود.  او بعداً برای یک آژانس تولید مرتبط با BSE (Banco de Seguros del Estado)، یک شرکت بزرگ بانکی اروگوئه کار کرد. 

بایاردو در ژوئیه 2006 در خانه خود در مونته ویدئو درگذشت.  مسیر خیابان پیریاپولیس به نام او نامگذاری شده است.  برادرزاده او، سیرو فونتس، به میراث خود در مسابقات اتومبیلرانی تور اروگوئه و آرژانتین ادامه می دهد. 

## نتایج کامل مسابقات جهانی فرمول یک
| Year | Entrant             | Chassis       | Engine                      | 1   | 2   | 3   | 4       | 5   | 6   | 7   | 8   | 9   | WDC | Points |
| ---- | ------------------- | ------------- | --------------------------- | --- | --- | --- | ------- | --- | --- | --- | --- | --- | --- | ------ |
| 1959 | Scuderia Centro Sud | Maserati 250F | Maserati موتور شش‌سیلندر خطی | MON | 500 | NED | FRA DNS | GBR | GER | POR | ITA | USA | NC  | 0      |